# Dimitris Kourbelis
Dimitrios "Dimitris" Kourbelis (Korakovouni, 2 de novembro de 1993) é um futebolista profissional grego que atua como volante.

## Carreira

### Asteras Tripolis
Dimitris Kourbelis se profissionalizou no Asteras Tripoli, em 2011.

### Panathinaikos
Dimitris Kourbelis se transferiu ao Pana, em 2016.